# Gruitroderheide
De Gruitroderheide was een uitgestrekt heidegebied van ongeveer 5.000 ha aan de oostrand van het Kempens Plateau.
Ooit was dit een bos (Roder- of Gruitroderbos), bestaande uit kreupelhout van eiken, maar door ontbossing en overbeweiding werd dit in de vroege middeleeuwen omgevormd in heide. Het gebied was, nadat het bos was verdwenen, in gebruik voor het weiden van schapen, het steken van plaggen en het houden van bijen. Vooral voor de bemesting van het nabijgelegen akkerland was een dergelijk gebied van groot belang.
De eigendomsverhoudingen met betrekking tot deze heide moeten al oud zijn, en teruggaan tot de stichting van de dorpen in de omgeving (in de 11e eeuw). Het betrof Gruitrode, Neeroeteren, Opitter en, iets later, ook Opoeteren. En hoewel de heide formeel eigendom was van de desbetreffende heren, was het vruchtgebruik ervan (zie: gemeenterechten) al gedurende lange tijd een de facto recht van de bewoners, en later beschouwden zij de heide als hun feitelijk eigendom, dat ze gezamenlijk verdedigden tegen hen die dit eigendomsrecht bestreden.
Zeker in 1390 was reeds sprake van een afbakening van de grenzen tussen het eigendom van de verschillende dorpen, maar het duurde tot 1853 voordat er een definitieve regeling kwam en het gebied tussen de betrokken gemeenten werd verdeeld.

## Heden
De Gruitroderheide werd ontgonnen en voor een aanzienlijk deel beplant met naaldhout. Aldus ontstond onder meer het huidige aanzien van Solterheide en Gruitroderbos.  Tegenwoordig behoort een deel ervan tot het Natuurpark Duinengordel.